# Isle of Arran
Die Isle of Arran [ˈærən] (schottisch-gälisch: Eilean Arainn, kurz: Arran) ist eine zur schottischen Council Area North Ayrshire gehörende Insel. Sie liegt im Firth of Clyde im Westen Schottlands und wird durch den Kilbrennan-Sund von der Halbinsel Kintyre getrennt.
Sie ist nicht zu verwechseln mit den Aran Islands vor der Westküste Irlands in der Grafschaft Galway oder Aran Island ebenfalls vor der Westküste Irlands (Grafschaft Donegal).

## Geographie
Arran wird gelegentlich als Miniaturausgabe Schottlands bezeichnet, da die Insel im Norden und Süden unterschiedliche Landschaften zeigt. Vom Golfstrom begünstigt hat sie ein mildes Klima, das sogar Palmen gedeihen lässt. Das Innere der 32 km langen und 16 km breiten Insel (430 km²) ist insbesondere im stark zerklüfteten bergig moorigen Nordteil nicht durch Straßen erschlossen und ein beliebtes Wander- und Geologengebiet. Hier liegt der 874 Meter hohe Goat Fell, der höchste Berg der Insel. Etwa sechs Kilometer nordwestlich des Goat Fell beginnt Glen Iorsa, das größte Tal der Insel. Es verläuft über 13,5 km in südwestlicher Richtung bis nach Dougarie am Kilbrannan-Sund. Im Jahre 2011 lebten auf der Insel 4626 Personen, davon 848 im Hafenort Brodick. Weitere Häfen befinden sich im einwohnerreichsten Ort der Insel, Lamlash, sowie in Lochranza.
Nur 31 Einwohner (Zensus 2011) zählt die 95 Hektar große Nebeninsel Holy Island gut 600 Meter östlich des Kingscross Point, des östlichsten Punktes von Arran, auf der Arrans Inselheiliger St. Las lebte. Heute gehört die Insel Buddhisten, die dort ein Kloster und ein Ausbildungszentrum führen (Stand 2010). Die nur rund 15 Hektar große und unbewohnte Insel Pladda liegt 1100 Meter südlich von Arran.
Die Insel gliedert sich in die Civil Parishes Kilmore (Osten, mit Holy Island) und Kilbride (Westen, mit Pladda).

## Frühgeschichte
Bei Ballygalley in der County Antrim in Nordirland und auf dem schottischen Festland gefundene neolithische Artefakte aus Pechstein, einem vulkanischen Glas hoher Qualität, stammen eindeutig aus dem Corriegills-Clauchland-Gebiet im Südosten Arrans. Ähnliche Steinqualitäten kommen auch auf Eigg, Mull und Raasay sowie bei Ardnamurchan auf dem schottischen Festland vor.
Auf der Insel wurde, neben den vorzeitlichen Monumenten, ein skandinavisches Grab mit Waffen aus der Zeit vor 750 gefunden.

## Sehenswürdigkeiten
Auf Arran finden sich
- Brodick Castle und Lochranza Castle
- die Cairns bzw. Clyde Tombs und Steinkisten und -kreise von:
  - Auchagallion
  - Carmahome
  - Carn Ban
  - Giants’ Graves
  - Meallach’s Grave
  - Monamore
  - Sannox
  - Torrylin
- die Duns
  - Dun Kilpatrick
  - Caisteal Torr (oder Torr a´Caistel)
- Machrie Moor mit Steinkisten und Menhiren
- Glen Cloy, bei Brodick, ist ein 2001 ausgegrabenes Roundhouse mit einem komplexen Souterrain aus dem 2. oder 1. Jahrhundert v. Chr.
- Aucheleffan, ein Steinkreis

Viele der Sehenswürdigkeiten lassen sich bei einer Rundwanderung auf dem Arran Coastal Way erkunden.

## Wirtschaft und Verkehr
Auf Arran gibt es die Whiskybrennereien Lochranza und Lagg sowie eine Brauerei.
Die Hauptstraße führt an der Küste komplett um die Insel herum; im Süden gibt es auch einige Querverbindungen. Linienbusse verkehren ab Brodick in beide Richtungen.
Der Fährverkehr zur Insel wird durch CalMac Ferries Ltd. sichergestellt. Folgende Fährlinien verbinden Arran mit dem schottischen Festland:
- Ardrossan (Ayrshire)–Brodick (Arran), Fahrzeit rund 55 Minuten
- Lochranza (Arran)–Claonaig (Kintyre-Halbinsel), Fahrzeit rund 30 Minuten

Isle of Arran
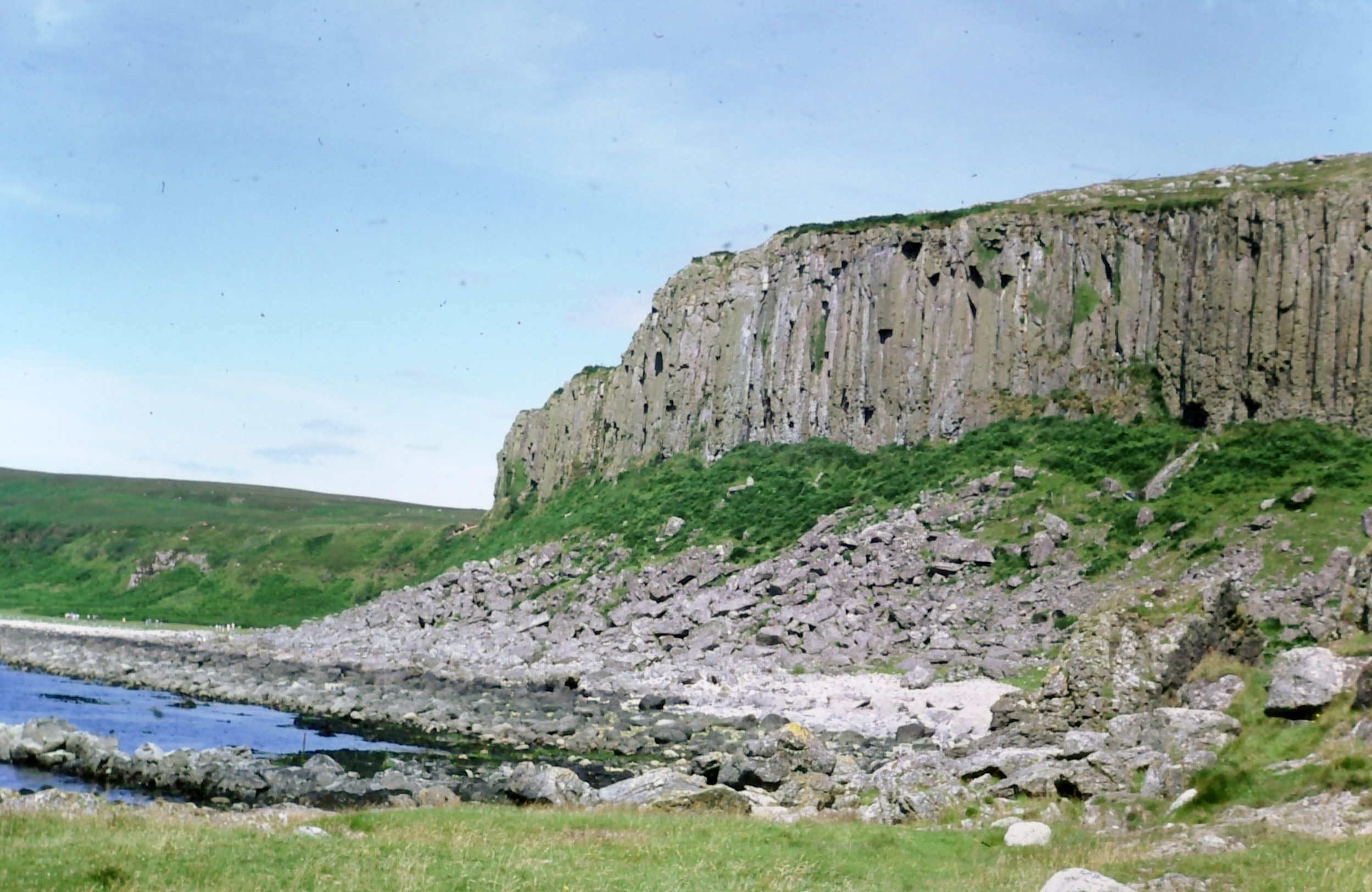
Blackwaterfoot
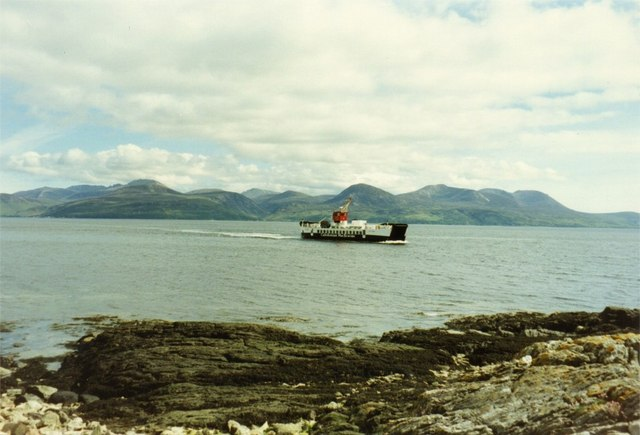
Fähre von Claonaig kommend
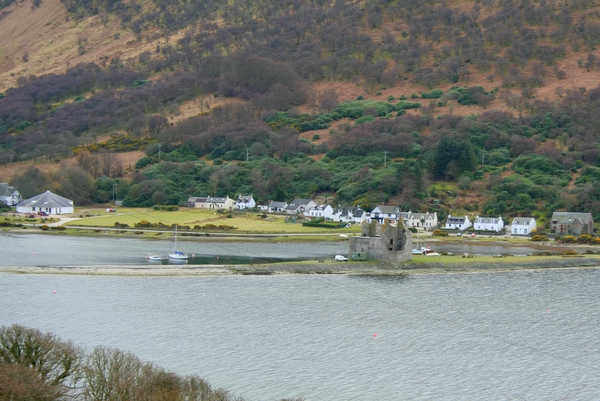
Lochranza Castle und Dorf
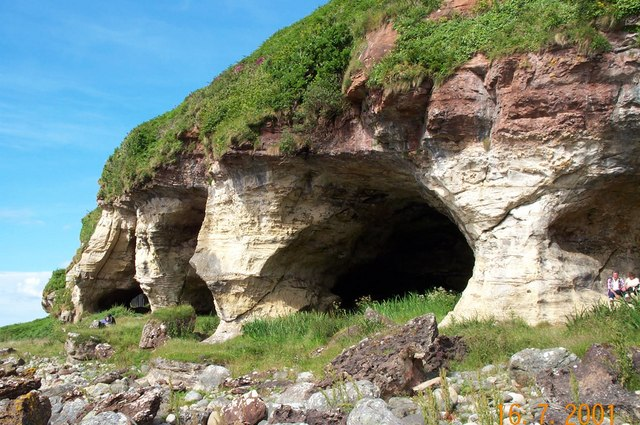
Arran - Kings Cave